# Колизей (Лондон)
Ло́ндонский Колизе́ум (англ. London Coliseum) также Теа́тр Колизе́ум (англ. Coliseum Theatre) — наиболее вместительный театр Вест-Энда для проведения оперных и балетных спектаклей, насчитывающий 2 359 мест. Является домашней сценой Английской национальной оперы и Английского национального балета. Расположен в Вестминстере (St Martin's Lane).

## История
Задумывался как крупнейший театр лондонского Вест-Энда.
Проект создан известным архитектором театров Фрэнком Мэтчемом по заказу импресарио сэра Освальда Столла (Sir Oswald Stoll, 1866—1942). Во время открытия был одним из первых электрифицированных театров. Обладает самой обширной аркой просцениума в Лондоне (55 футов в ширину и 34 фута в высоту; глубина сцены 92 фута). Фасад выполнен в стиле итальянского Возрождения, с южной стороны здания выстроена башня высотой 145 футов, увенчанная вращающимся глобусом с надписью Coliseum, ставшим своего рода логотипом театра. На угловых выступах башни установлены аллегорические скульптуры Искусства, Музыки, Науки и Архитектуры. Новшеством для времён сооружения театра стала вращающаяся сцена, состоящая из трёх колец, которые двигались независимо друг от друга по принципу карусели, что предоставляло возможности для постановки зрелищных эффектов.
Открыт 24 декабря 1904 года как Лондонский театр варьете Колизеум (англ. London Coliseum Theatre of Varieties), то есть изначально предназначался для показа варьете и представлял собой мюзик-холл. В 1931 году постановки варьете были прекращены, сооружение превратилось в полноценный театр и было переименовано в Театр Колизеум для проведения оперетт и концертов классической музыки. После 1945 года в театре преимущественно шли американские мюзиклы. В 1961 году строение было переоборудовано для показа кинофильмов и по 1968 год использовалось как кинотеатр Cinerama. В 1968 году по завершении реставрации и перестройки здание заняла оперная труппа Sadler's Wells Theatre, которая в 1974 году получила название Английская национальная опера.
С 2000 по 2004 год здание реставрировалось с целью приведения к максимальному соответствию оригинальному плану архитектора, а также для создания новых удобных площадей для зрителей.